# Sainte-Geneviève (Montreal)

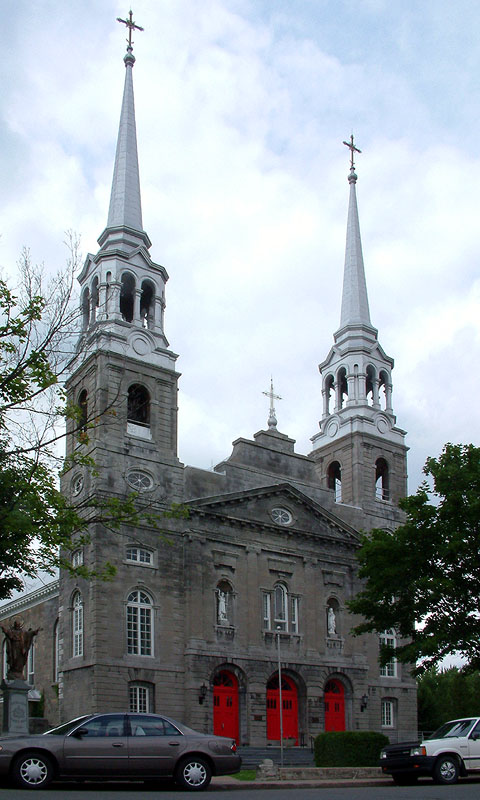
Igreja Santa Genoveva

Sainte-Geneviève foi uma vila situada a oeste da Ilha de Montreal. Sainte-Geneviève foi reanexada em 1 de janeiro de 2006 ao distrito de Île-Bizard–Sainte-Geneviève da cidade de Montreal. Ela foi nomeada em homenagem a Santa Genoveva.

## História
Antoine Faucon, padre de Saint-Sulpice, participa da construção da primeira igreja da vila. Para ser reconhecida como paróquia, a vila deve receber os reconhecimentos canônico e civil, que foram dadas em 1834 e 1843. A vila foi proclamada em 9 de junho de 1859. Em 1959, ela recebe o nome de cidade de Sainte-Geneviève. 
A cidade estendia-se quando de sua fundação o território das vilas de Roxboro e Dollard-des-Ormeaux. Englobava também Pierrefonds, esta mesma antiga cidade autônoma da Ilha de Montreal que foi anexada à cidade de Montreal em 2002. Em 1904, após várias divisões sucessivas, a cidade de Sainte-Geneviève foi separada em duas vilas: Sainte-Geveniève e Sainte-Geneviève-de-Pierrefonds.
Em 2002, Sainte-Geneviève foi fundida à cidade de Montreal. Em 2005, após votação, Sainte-Geneviève decidiu continuar parte da cidade de Montreal, ao mesmo tempo que Île-Bizard. Juntos, formam o distrito de Île-Bizard–Sainte-Geneviève